# Number 9 Dream/What You Got
#9 Dream/What You Got è un singolo discografico di John Lennon pubblicato nel 1975.

## Descrizione
Pubblicato il 16 dicembre del 1975 dalla Apple Records, il disco raggiunse la posizione numero 9 della classifica americana Billboard Hot 100 e la numero 23 nella Official Singles Chart, la classifica dei singoli inglesi.
#9 Dream fu scritta e arrangiata dallo stesso Lennon, il titolo del brano rispecchia la fascinazione che il numero 9 esercitava sull'artista nato, tra le altre cose, il 9 ottobre. Il brano è contenuto anche nel suo nono album da solista Walls and Bridges, uscito nel 1974.
L'ispirazione per #9 Dream venne a Lennon in sogno. Egli raccontò che la canzone gli giunse al risveglio già "completa" e che non ebbe bisogno di lavorarci sopra.
Secondo quanto riferito da May Pang sul suo sito internet, il brano ebbe due titoli provvisori in fase di lavorazione: So Long Ago e Walls & Bridges. La Pang afferma inoltre che la frase ripetuta nel ritornello, «Ah! böwakawa poussé, poussé», erano parole senza senso che erano arrivate in sogno a Lennon. Infine, racconta che Al Coury della Capitol Records inizialmente protestò contro l'utilizzo della parola "pussy" ("figa") nel ritornello, ma la cosa si risolse quando Lori Burton, moglie dell'ingegnere del suono Roy Cicala, suggerì di pronunciarla "poussé", come se fosse in una lingua straniera.
La canzone era una delle favorite di Lennon, nonostante successivamente egli stesso la liquidò come un "brano usa e getta". La Pang disse a proposito: «Questa era una delle canzoni preferite da John, perché gli arrivò letteralmente in sogno. Si svegliò e scrisse il testo avendo in mente la melodia. Non aveva idea di cosa significasse, ma pensava che suonasse benissimo».

## Tracce
1. #9 Dream - 4:41
2. What You Got - 3:06

## Cover
Nel corso degli anni, il brano è stato reinterpretato da diversi artisti come A-ha e R.E.M., entrambe le versione pubblicate nel 2007.

### Versione dei R.E.M.
Nel 2007, il gruppo musicale statunitense R.E.M. ha reinterpretato una cover di  #9 Dream, contenuta nell'album tributo Instant Karma: The Amnesty International Campaign to Save Darfur e in seguito pubblicata anche come singolo.